# Chemin de fer à crémaillère du Mont Washington
Le Chemin de fer à crémaillère du Mont Washington est un train à crémaillère qui permet de gravir le Mont Washington, point culminant du New Hampshire dans le Nord-Ouest des États-Unis. Inauguré en 1868 et présentant une pente maximale de 37 %, il s'agit d'un des plus vieux chemins de fer au monde employant cette technologie. Il constitue également l'un des deux moyens de gravir le mont sans effort avec la route à péage Mount Washington Auto Road,,.
Six de ce ses premières locomotives à vapeur proviennent de Manchester Locomotive Works.